# 蓋馬高原
蓋馬高原（かいまこうげん、ケマこうげん、ケマ グウォン、Kaema Plateau、개마고원）は、朝鮮半島北部にある高原地帯である。現在は朝鮮民主主義人民共和国（北朝鮮）の両江道、咸鏡南道などに属している。広さは40,000km2、標高は1,000mから2,000m ほどの間で、朝鮮半島最大の高原であり、「朝鮮の屋根」とも呼ばれる。
白頭山よりも西側に位置し、北は鴨緑江に向かって傾斜しており、赴戦江、長津江、虚川江など鴨緑江の支流が多数走っている。亜寒帯に多いカラマツなどの針葉樹林が覆い、冬の寒さは零下20度から30度に至るほど厳しい。高原西部では焼畑農業を営み麦、アワ、大豆などを栽培する人々がいた。高原の西方には、狼林山脈が南北に伸びる。
日本統治時代には鴨緑江の支流をせき止めて長津湖（1935年着工、1937年完成）、赴戦湖（1926年着工・1930年完成）という二大ダム湖が建設された。これらの水は日本海側にトンネルで引かれ、日本海側の斜面の1,000m の落差を利用して発電所が建設され、興南に日窒コンツェルンが建設した化学肥料工場など日本海側の咸鏡南道の工業地帯に電力を供給していた。